# Alexandre Ribot
Pour les articles homonymes, voir Ribot.
Alexandre Ribot, né le 7 février 1842 à Saint-Omer (Pas-de-Calais) et mort le 13 janvier 1923 dans le 7e arrondissement de Paris, est un magistrat, conseiller d'État et homme politique français.

## Biographie

### Jeunesse et études
Alexandre Félix Joseph Ribotte naît le 7 février 1842 à Saint-Omer du mariage d'Alexandre Joseph Rémy Ribotte, propriétaire, et de Zoé Adélaïde Josèphe Leducq.
Il effectue de brillantes études à l'université de Paris, où il fut lauréat de la faculté de droit.

### Parcours professionnel
Il devient un avocat remarqué. Il fut secrétaire de la Conférence des avocats et l'un des fondateurs de la Société de législation comparée.
En 1875 et 1876, il fut directeur des Affaires criminelles puis secrétaire général du ministère de la Justice, sous le patronage de son ministre et mentor Jules Dufaure, qui devint également président du conseil en mars 1876.
Il entra en politique en 1877 en jouant un rôle important dans le comité de résistance juridique pendant le ministère Broglie. L'année suivante, il fut élu député de Boulogne-sur-Mer comme républicain modéré, dans son département natal du Pas-de-Calais.
En 1879, il exerça le métier de journaliste en tant que rédacteur en chef avec Georges Picot du journal centre gauche le Parlement fondé par Jules Dufaure.
Son éloquence passionnée mais raisonnable lui donna une influence qu'accrurent ses interventions au parlement, où il s'opposa aux mesures violentes contre les congrégations non autorisées. Il se consacra surtout aux questions financières et en 1882 fut rapporteur du Budget.
Il devint un des principaux adversaires républicains du Parti radical, en se distinguant par ses attaques contre l'éphémère ministère Gambetta (fin 1881-début 1882). Il refusa de voter les crédits demandés par le cabinet Ferry pour l'expédition du Tonkin et aida Georges Clemenceau à renverser le ministère en 1885.
Aux élections générales de cette année-là, il fut une victime de la déroute républicaine dans le Pas-de-Calais et ne revint pas à la Chambre avant 1887.

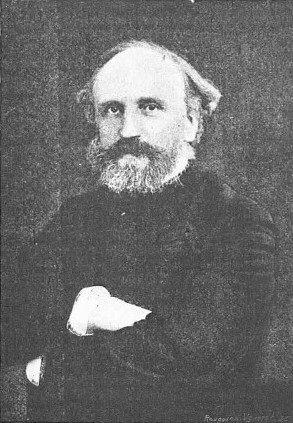
Alexandre Ribot par Ledrey.

Après 1889, il représenta de nouveau Saint-Omer. Sa crainte devant le mouvement boulangiste le convertit à la politique de « concentration républicaine » et en 1890 il devint ministre des Affaires étrangères dans le cabinet Freycinet.
Il avait une profonde connaissance des institutions anglaises qu'il estimait et deux de ses travaux publiés Biographie de Lord Erskine (1866) et Étude de l'acte du 5 avril 1873 pour l'établissement d'une cour suprême de Justice en Angleterre (1874), traitent de la législation anglaise.
Il donna aussi une direction nouvelle et très importante à la politique française par l'entente avec la Russie, annoncée au monde en 1891 par la visite de la flotte française à Cronstadt – nom qui fut donné alors à des rues ou quais français – et qui par la suite se concrétisa dans un traité formel d'alliance franco-russe. Cinq ans plus tard, le couple impérial russe fit une visite officielle et très populaire en France, où il fut reçu avec faste par le président Félix Faure (des objets décoratifs commémorant cet événement furent alors réalisés).
Il conserva son poste dans le ministère Émile Loubet (février–novembre 1892) et après sa chute devint président du Conseil, en conservant le portefeuille des Affaires étrangères. Son gouvernement démissionna en mars 1893 sur le refus de la Chambre d'accepter les amendements au budget préconisés par le Sénat.
Après l'élection de Félix Faure comme président de la République en janvier 1895, Ribot redevint président du Conseil et ministre des Finances. Le 10 juin, il fut capable d'annoncer officiellement pour la première fois une alliance en forme avec la Russie. Le 30 octobre son gouvernement tomba sur la question du chemin de fer du Sud. La raison de sa chute était en fait la mauvaise tournure qu'avait prise l'expédition de Madagascar, dont le prix en hommes et en argent avait dépassé toutes les attentes et la situation sociale inquiétante du pays, et dont la grève à Carmaux était un signe.
Après la chute du ministère Jules Méline en 1898, Ribot essaya en vain de former un cabinet « de conciliation ». Il fut élu, à la fin de 1898, président de l'importante commission de l'instruction publique, où il recommanda l'adoption d'un système moderne d'éducation.
La politique du ministère Waldeck-Rousseau sur les congrégations religieuses enseignantes divisa le Parti républicain et Ribot fut parmi ceux qui se séparèrent de lui. Mais aux élections générales de 1902, bien qu'il fût lui-même réélu, sa tendance politique subit un échec sévère.
Il s'opposa activement à la politique du ministère Combes dont il dénonça l'alliance avec Jean Jaurès. Le 13 janvier 1905, il fut un des chefs de l'opposition qui provoquèrent la chute du cabinet. Bien qu'il eût été le plus violent dans la dénonciation de la politique anticléricale du cabinet de Combes, il fit savoir alors qu'il acceptait qu'un nouveau régime remplaçât le Concordat de 1801 et il apporta son appui au gouvernement pour l'établissement des associations cultuelles, en même temps qu'il contribuait à faire mitiger les décrets sur la Séparation.

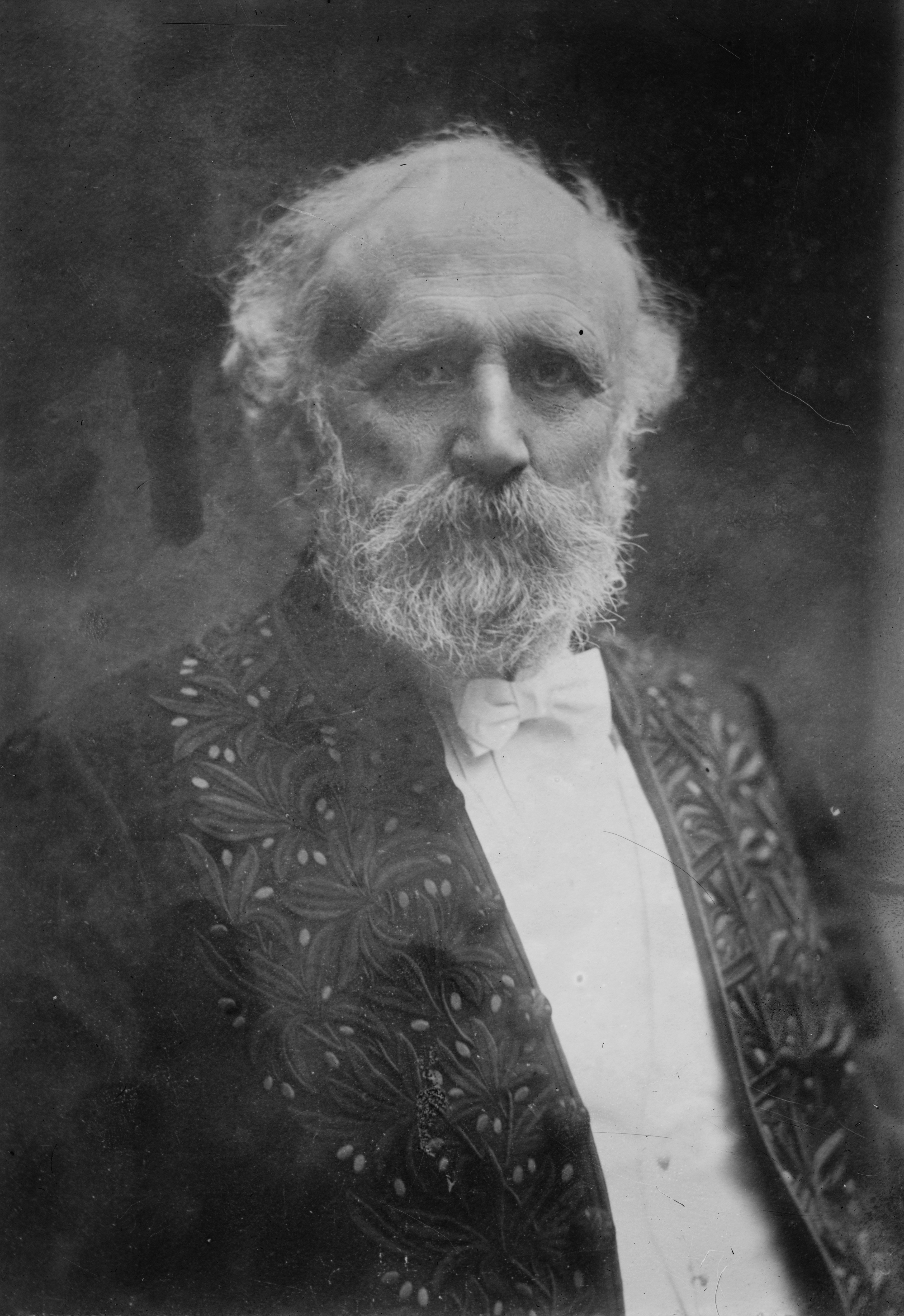
Alexandre Ribot en tenue d'académicien en octobre 1914.

Il fut réélu député de Saint-Omer en 1906. La même année, il fut élu membre de l'Académie française, succédant au duc d’Audiffret-Pasquier. Il était déjà membre de l'Académie des sciences morales et politiques depuis 1903.
Le 10 avril 1908 il fait voter la première loi en France qui autorise des sociétés spécialisées à distribuer des prêts immobiliers à des particuliers, notamment aux revenus modestes, en vue de l'acquisition de leurs logements.
Il est l'un des membres d'honneur de la Société nationale des beaux-arts en 1913.
Pour justifier sa politique d'opposition, il publia en 1905 deux volumes de ses discours politiques.
Ribot fut quelques jours président du Conseil en juin 1914 après la chute du gouvernement Doumergue et revint au pouvoir en mars 1917, après celle de Briand.

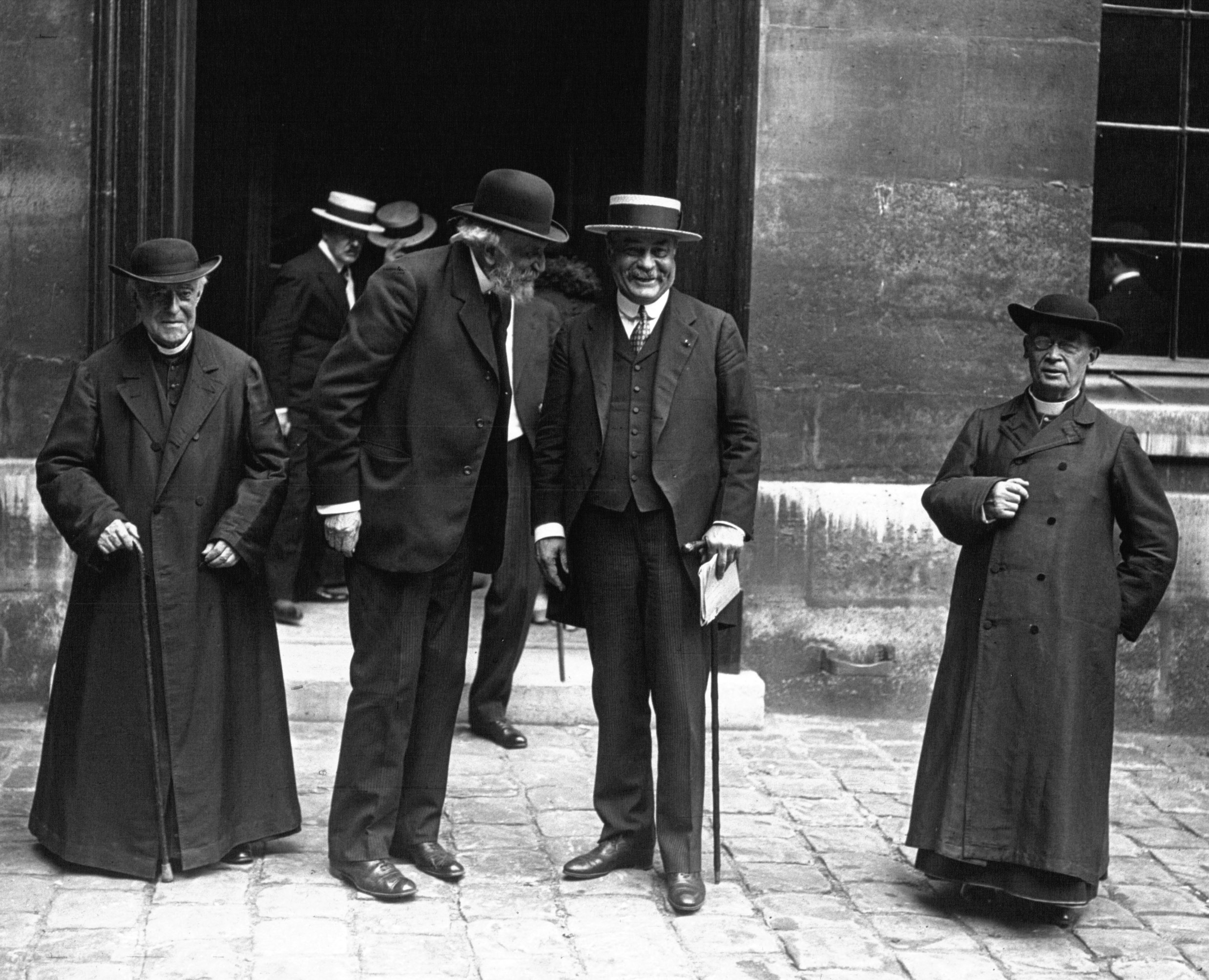
De droite à gauche, en 1921, à la sortie de l'Académie française : Louis Duchesne, Alexandre Ribot, Nicholas Butler, prix Nobel de la paix et le cardinal Baudrillart.

C'est probablement à ce moment qu'il inspira à son ancien allié Georges Clemenceau - qui l'aurait surnommé « le saule pleureur » - ce mot cruel : « On dit que les meilleurs abris sont voûtés. M. Ribot est voûté, mais il n'en est pas plus sûr pour autant ».
Ce dernier ministère se situe pendant la partie la plus critique de la Première Guerre mondiale, qui avait vu l'échec de l'offensive Nivelle et la retentissante mutinerie des soldats français qui en avait été la conséquence. Démis en septembre et remplacé par le ministre de la Guerre Paul Painlevé, il resta ministre des Affaires étrangères pendant un mois avant de démissionner en octobre.
Il épousa le 25 juillet 1877 dans le 8e arrondissement de Paris la veuve de son ami Armand Demongeot (1842-1875), l'Américaine Mary Weld Burch (1849 à Chicago - ?). Ils eurent un fils, Alexandre Eugène, médecin (18 juin 1878 à Versailles - 8 décembre 1960 dans le 16e arrondissement de Paris), sorti major de l'internat.
Il fut sénateur du Pas-de-Calais du 3 janvier 1909, jusqu'à sa mort le 13 janvier 1923, à son domicile, 11, quai d'Orsay dans le 7e arrondissement de Paris.

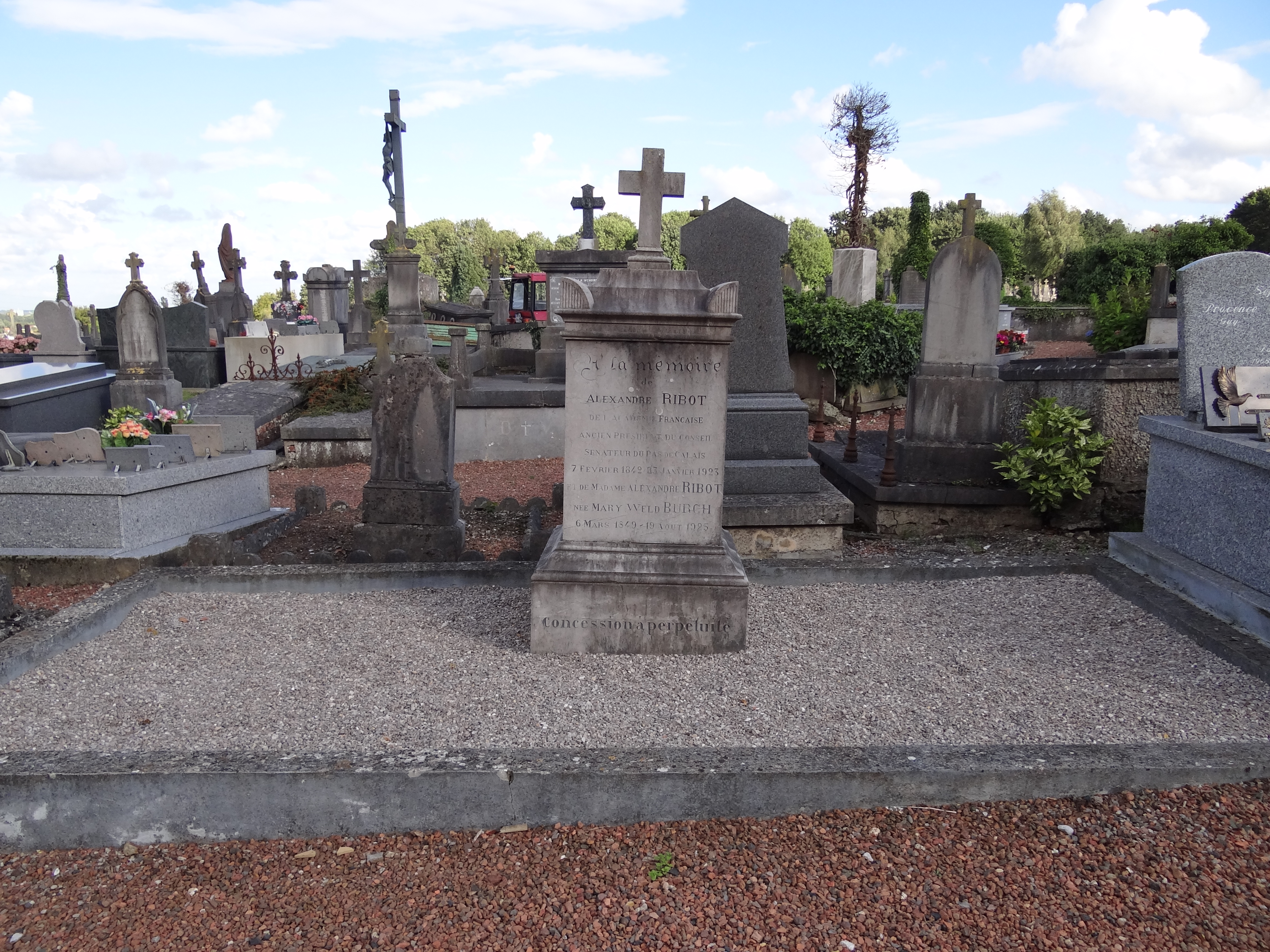
Tombe d'Alexandre Ribot au cimetière des Bruyères de Saint-Omer.

Il est inhumé au cimetière des Bruyères de Saint-Omer.

### Parcours professoral
Il donne cours à l'École libre des sciences politiques dès 1873. Le 5 juin 1921, un prononce un discours pour le cinquantenaire de l'école. Il déclame que « C'est l’École des sciences politiques qui a gagné la guerre ».

## Détail des fonctions ministérielles
- Ministre des Affaires étrangères du 17 mars 1890 au 11 janvier 1893, dans les gouvernements Charles de Freycinet (4), Émile Loubet et Alexandre Ribot
- Ministre de l'Intérieur du 11 janvier au 4 avril 1893 dans le gouvernement Alexandre Ribot (2)
- Ministre des Finances du 26 janvier au 1er novembre 1895 dans le gouvernement Alexandre Ribot (3)
- Fait voter la loi Ribot le 10 avril 1908 (création des sociétés de crédit immobilier qui deviendront le Crédit Immobilier de France)
- Ministre de la Justice du 9 juin 1914 au 12 juin 1914 dans le gouvernement Ribot (4)
- Ministre des Finances du 26 août 1914 au 20 mars 1917 dans les gouvernements René Viviani (2), Aristide Briand (5) et Aristide Briand (6)
- Ministre des Affaires étrangères du 20 mars au 23 octobre 1917 dans les gouvernements Alexandre Ribot (5) et Paul Painlevé (1)

Il occupa les fonctions de président du Conseil des ministres à cinq reprises :
- du 6 décembre 1892 au 10 janvier 1893 : voir gouvernement Alexandre Ribot (1)
succédant à Émile Loubet (gouvernement Loubet),
- du 11 janvier 1893 au 30 mars 1893 : voir gouvernement Alexandre Ribot (2)
se succédant à lui-même, et étant à son tour remplacé par Charles Dupuy (1er gouvernement),
- du 26 janvier 1895 au 28 octobre 1895 : voir gouvernement Alexandre Ribot (3)
succédant à Charles Dupuy (3e gouvernement), et étant à son tour remplacé par Léon Bourgeois (gouvernement Bourgeois),
- du 9 juin 1914 au 12 juin 1914 : voir gouvernement Alexandre Ribot (4)
succédant à Gaston Doumergue (1er gouvernement), et étant à son tour remplacé par René Viviani (1er gouvernement),
- du 20 mars 1917 au 7 septembre 1917 : voir gouvernement Alexandre Ribot (5)
succédant à Aristide Briand (6e gouvernement), et étant à son tour remplacé par Paul Painlevé (1er gouvernement).

## Publications
- La Réforme de l'enseignement secondaire, Armand Colin, 1900
- Lettres à un ami, souvenirs de ma vie politique, Bossard, 1924

## Hommages
Le nom d'Alexandre Ribot a été donné à de nombreuses voies françaises :
Avenue Alexandre Ribot :
- Marseille, Bouches-du-Rhône.
- Melun, Seine-et-Marne.
- Mitry-Mory, Seine-et-Marne.
- Plessis-Bouchard, Val-d'Oise.

Place Alexandre Ribot :
- Saint-Omer, Pas-de-Calais.

Rue Alexandre Ribot :
- Arles, Bouches-du-Rhône.
- Arras, Pas-de-Calais.
- Avesnes-sur-Helpe, Nord
- Belfort, Territoire de Belfort.
- Boissy-Saint-Léger, Val-de-Marne.
- Brest, Finistère
- Le Chesnay, Yvelines.
- Cambrai, Nord
- Chamalieres, Puy-de-Dôme
- Clermont-Ferrand, Puy-de-Dôme.
- Creil, Oise.
- Dieppe, Seine-Maritime.
- Douai, Nord.
- Hem, Nord.
- Le Havre, Seine-Maritime.
- Laval, Mayenne.
- Nantes, Loire-Atlantique.
- Nogent-sur-Oise, Oise.
- Pavilly, Seine-Maritime.
- Perpignan, Pyrénées-Orientales.
- Rennes, Ille-et-Vilaine
- Rouen, Seine-Maritime.
- Saint-Chamond, Loire.
- Saint-Quentin, Aisne.
- Savigny-sur-Orge, Essonne

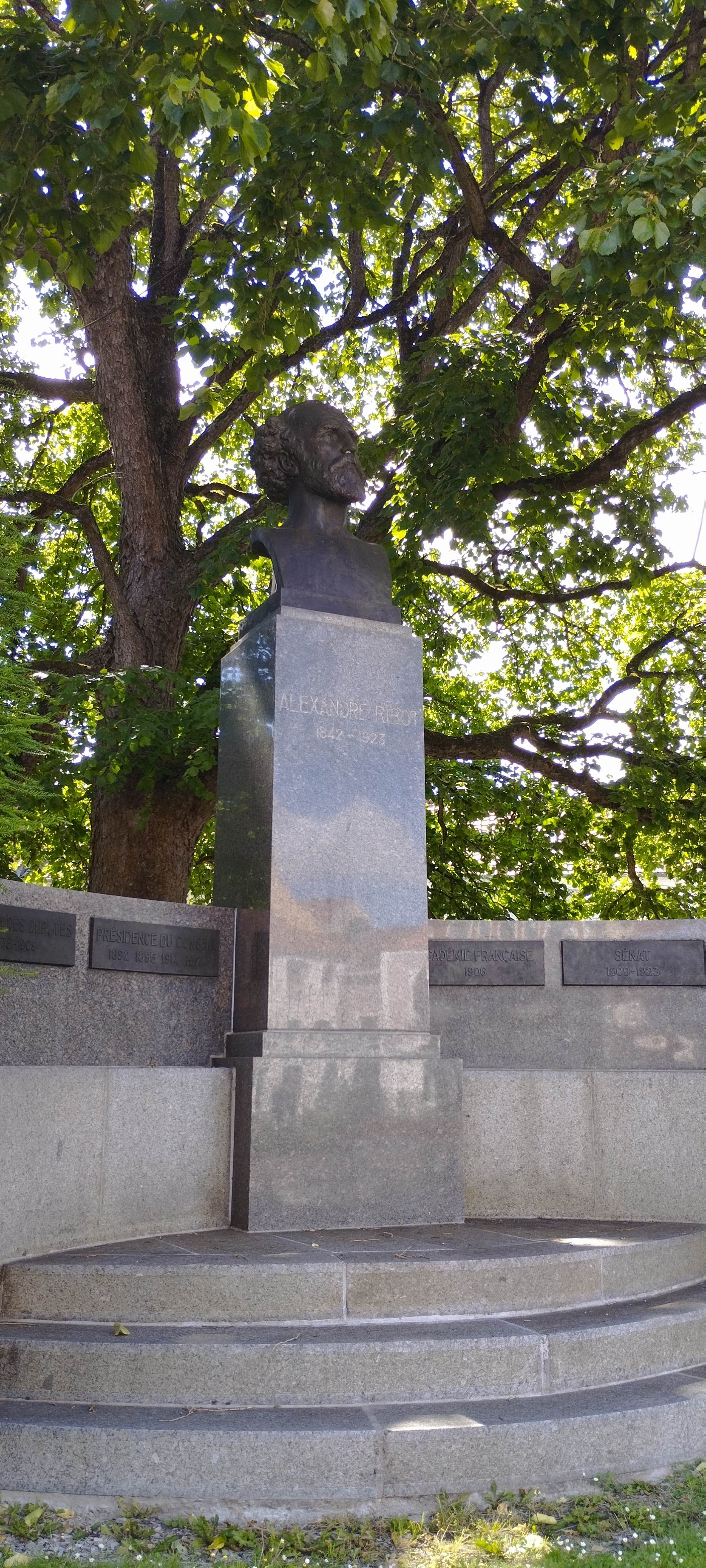
Monument Alexandre Ribot sur la place du Vainquai à Saint-Omer.

- Sotteville-lès-Rouen, Seine-Maritime.
- Strasbourg, Bas-Rhin.
- Tourcoing, Nord.
- Troyes, Aube.
- Wasquehal, Nord

Rue Président Ribot :
- Caen, Calvados.

Rue Ribot :
- Le Touquet-Paris-Plage, Pas-de-Calais.

Square Alexandre Ribot :
- Sannois, Val-d'Oise.

Cette liste n'est pas exhaustive.
Parmi les autres types d'hommages, il existe aussi des noms de bâtiments :
- Immeuble Alexandre Ribot à Barentin, Seine-Maritime.
- Lycée Alexandre-Ribot à Saint-Omer, Pas-de-Calais.
- À Strasbourg, une stèle sculptée par Alfred Marzolff a été érigée sur la place des Rouges-gorges dans le quartier du Neuhof[10].